# Parti égalité et justice
Le Parti égalité et justice (abrégé en PEJ) est un parti politique français islamo-conservateur fondé en 2015. Il est présidé par Sakir Colak et a son siège à Obernai.

## Présentation

### Création
Le Parti égalité et justice, islamo-conservateur, est considéré comme une « officine officieuse » du Parti de la justice et du développement (AKP, parti islamo-conservateur turc) en France, sur le modèle de Denk aux Pays-Bas, destinée à recueillir des voix dans la diaspora turque en France.
Le Parti communiste français (PCF) dénonce son processus de fondation dans une lettre au ministère de l'Intérieur, affirmant qu'« il faut y mettre un terme ». Le PEJ rejette ces accusations, qui sont pourtant confirmées.

### Programme
Si le programme du Parti égalité et justice présente des propositions d'ordre général, plusieurs dispositions relaient les idées de l'islam militant.
Le parti dit s'adresser « aux classes populaires, aux populations issues de la diversité et aux déçus du système ».
La « priorité 2 » du chapitre « éducation » annonce qu'il faut « adapter les manuels d’histoire et d’éducation civique en y intégrant une vision multiculturelle et plurielle », notamment par « l’introduction dans le programme d’enseignement scolaire de l’Empire arabo-musulman et de l’Empire asiatique ainsi qu’africain ». Le PEJ réclame la prise en compte de l'identité musulmane « qui n'existait pas en 1905 ». Le chapitre « laïcité » demande « un moratoire sur la laïcité » afin d'appliquer l'esprit de la loi de 1905, c'est-à-dire avec « un État qui ne reconnaît aucun culte, mais les laisse s’exprimer librement ». Son président, Sakir Colak, pense que « la Turquie est plus démocratique qu’on ne le croit ».
En mai 2017, le magazine Marianne indique qu'en vue des élections législatives de 2017, « de Valenciennes à Marseille, le parti investit barbus et voilées en réclamant la refonte de la loi de 1905 sur la séparation de l'Église et de l'État au nom des « accommodements raisonnables concernant les musulmans » ».

## Présence aux élections

### Départementales de 2015
Le PEJ a présenté 10 binômes lors des élections départementales de 2015, principalement en Alsace,.

### Législatives de 2017
En mai 2017, le PEJ indique vouloir présenter 68 candidatures aux élections législatives de juin. Il parvient finalement à en déposer 52 dans 28 départements. Toutefois, les près de 10 000 voix totalisées en France ne permettent pas au parti d’accéder au financement public. En effet, le PEJ n’a atteint le seuil des 1 % d’électeurs que dans sept des circonscriptions où il était présent.

### Européennes de 2019
Aux élections européennes de 2019, le Parti égalité et justice tente, sans succès, de présenter une liste nationale. Le projet, annoncé en mars 2019 à Dreux par Hüseyin Karaoglan, qui aurait dû être tête de liste, et le président du parti Colak Sakir, est avorté deux mois plus tard en raison d'un manque de financement. Karaoglan appelle, « à titre personnel, […] à voter pour la liste des Gilets jaunes qui réclament le RIC »,.